# Mazzancolle e fagioli
Le mazzancolle e fagioli, o sparnocchi e fagioli in dialetto viareggino, sono un piatto tradizionale della cucina viareggina, diffusa in tutta la Versilia.

## Preparazione
Lessare i fagioli (cannellini, schiaccioni o, in alternativa, verdi) e gli sparnocchi (o, in alternativa, gamberi o gamberetti) in due pentole diverse. 
I secondi vanno lessati per solo due minuti in acqua leggermente salata oppure cotti al vapore. 
Pulire i crostacei e aggiungerli ai fagioli. 
Codire a piacimento con pomodoro, cipolla, prezzemolo, pepe.   